# Szenttamás (Szerbia)
Szenttamás (másképpen Bácsszenttamás, szerbül Србобран / Srbobran, németül St. Thomas vagy Thomasberg) kisváros és község Szerbiában, a Vajdaságban, a Dél-bácskai körzetben. A 20. század kiemelkedő magyar prózaírójának, Gion Nándornak a szülővárosa.

## Fekvése
Újvidéktől 30 km-re északra, Óbecsétől 22 km-re délnyugatra, a Ferenc-csatorna partján fekszik. A város szívében fontos utak kereszteződnek, többek között az Újvidék–Szabadka és a Gombos–Óbecse vonalak. A várostól pár km-re nyugatra van az E75-ös autópálya is.

## A község települései
Közigazgatásilag Szenttamáson kívül a következő két település tartozik a községhez:
- Nádalja (Надаљ / Nadalj)
- Turia (Турија / Turija)

## Nevének eredete
Magyar nevét Szent Tamás apostolnak szentelt középkori monostoráról kapta. A magyarból átvett Sentomaš helyett 1922-ben a szerb nyelvben a Srbobran (= szerbvédő) nevet kapta, amely az 1848–49-ik évi harcokra emlékeztet.

## Története
Első írásos említése 1338-ból való Sentomas néven. A település névadója az a Szent Tamás apostol tiszteletére szentelt kolostor volt, mely a középkori településsel együtt valószínűleg a török harcokban pusztult el. A török veszély elmúltával a 18. században szerbekkel és magyarokkal telepítették újra. 1848. július 14-én a délvidéki magyar hadsereg sikertelen támadást intézett a szerbek itteni erőssége ellen, majd augusztusban a második, és a szeptember 21-ei harmadik ostrom is sikertelen maradt. 1849. április 3-án Perczelnek sikerült bevennie. 1910-ben 14 335 lakosából 7808 szerb, 6031 magyar, 430 német volt. A trianoni békeszerződésig Bács-Bodrog vármegye Óbecsei járásához tartozott. 1918-ban a Szerb–Horvát–Szlovén Királyság, majd Jugoszlávia része lett. 1941-ben visszacsatolták Magyarországhoz. A szerb partizánok 1944-ben foglalták el. Az ezt követő szerb megtorlásnak kb. 2000 helyi magyar lakos esett áldozatul. Lakói zömében ma is a mezőgazdaságból élnek.

## Népesség

### Demográfiai változások
| 1948   | 1953   | 1961   | 1971   | 1981   | 1991   | 2002   | 2011   |
| ------ | ------ | ------ | ------ | ------ | ------ | ------ | ------ |
| 13 747 | 13 635 | 14 391 | 14 189 | 13 596 | 12 798 | 13 091 | 12 009 |

## Híres szenttamásiak
- Gion Nándor (1941–2002) író
- Aleksandar Katai,labdarúgó
- Végel László (Szenttamás, 1941. február 1. –),író,drámaíró
- Ognjen Mudrinski,labdarúgó

## Jegyzetek

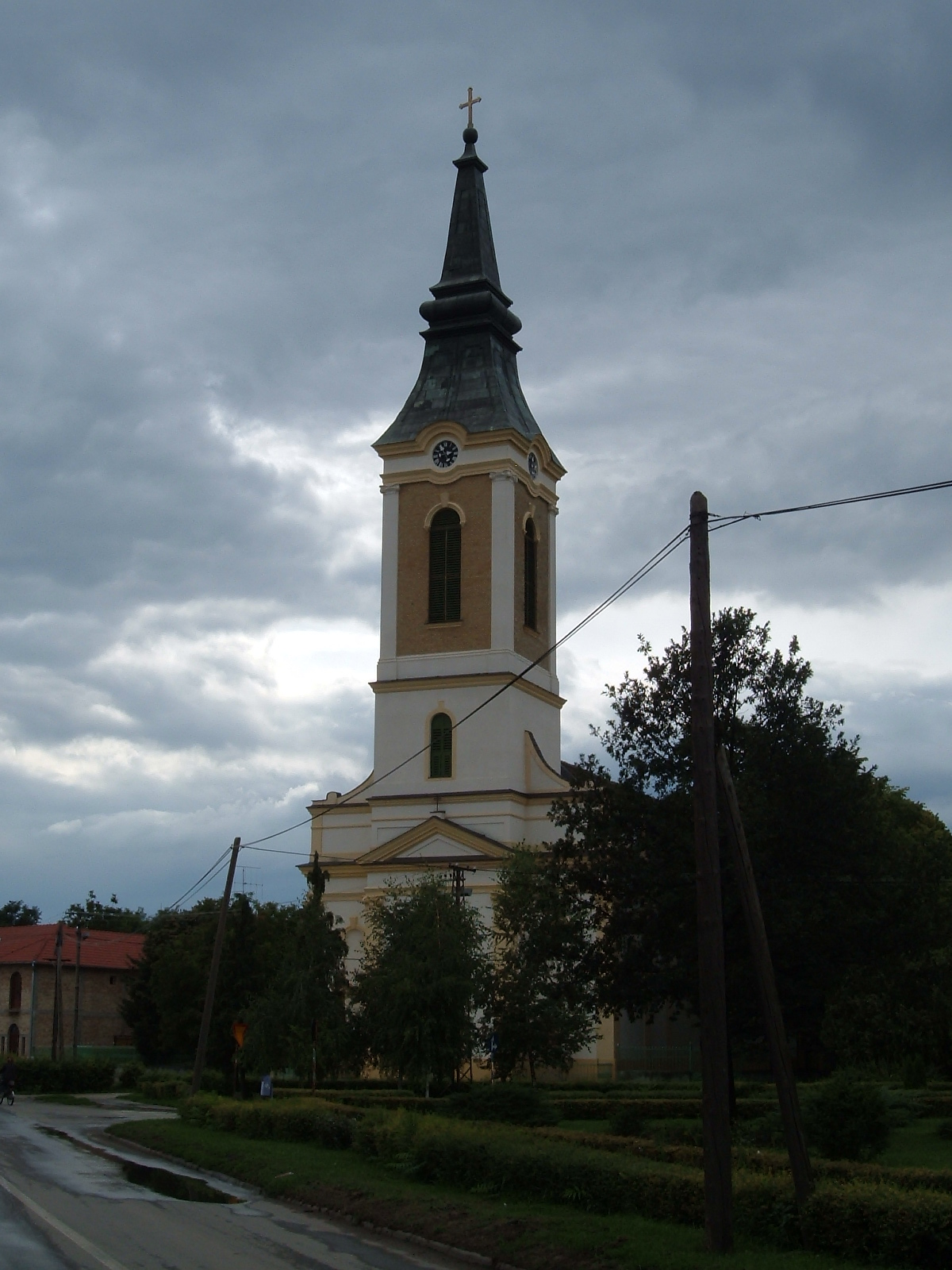
A római katolikus templom